# Grb Primorsko-goranske županije
Grb Primorsko-goranske županije je na njemačkom štitu koji je razdijeljen na gornji i donji dio, te u gornjoj polovici raskoljen na dva dijela. 
Heraldički gledano, grb u gornjem desnom kutu ima 20 naizmjenično posloženih crvenih i srebrnih kvadrata. U gornjem lijevom kutu je prikaz primorskog gradića iza kojeg se nalazi zelena gora sa snježnim vrhom. Ponad brda je plavo nebo na kojem se jedno preko drugog prekiženi nalaze zlatna sablja i srebrni topuz. U donjem i najvećem dijelu grba je prikazan smeđi jedrenjak s bijelim jedrima nadvišen zlatnom šestokrakom zvijezdom. Jedrenjak se nalazi na plavoj podlozi između dvije litice prirodnih boja.

## Galerija
- Zastava Primorsko-goranske županije
- Grb Modruško-riječke županije (-1918.)